# Římskokatolická farnost Řepín
Římskokatolická farnost Řepín (něm. Rippein) je církevní správní jednotka sdružující římské katolíky na území obce Řepín a v jejím okolí. Organizačně spadá do mladoboleslavského vikariátu, který je jedním z 10 vikariátů litoměřické diecéze. 

## Historie farnosti
Farnost v Řepíně se připomíná poprvé v roce 1350. Současný farní kostel Panny Marie Vítězné byl vybudován v letech 1846-1850. Ve třetím tisíciletí je farnost administrována excurrendo z Nebužel.

### Duchovní správcové vedoucí farnost

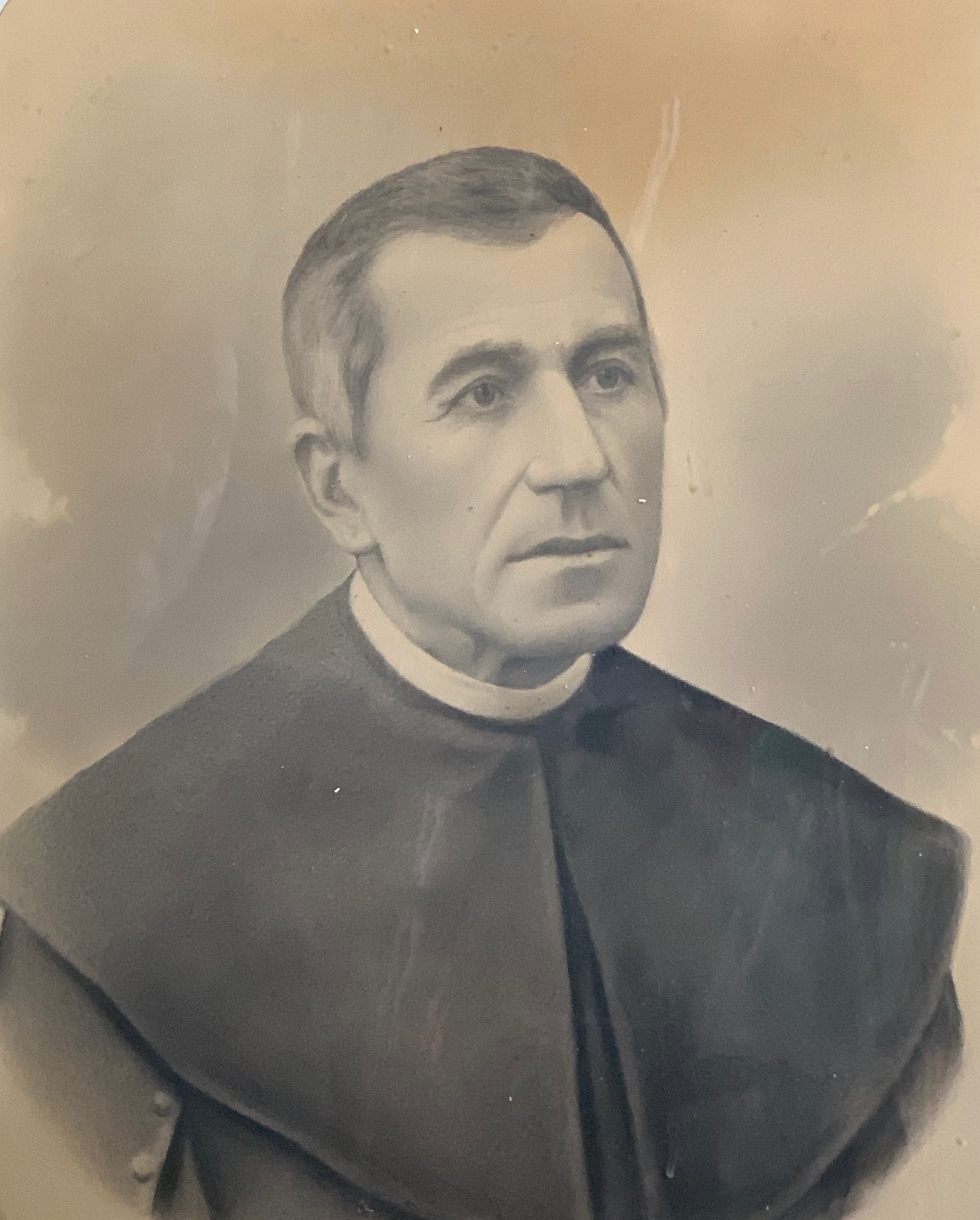
František Veselý, farář v Řepíně

Začátek působnosti jmenovaného v duchovní správě farnosti od:
- Rudgerus
- 1357 Visenius
- Linhartus O.T.
- 1394 Erasmus O.T.
- 1631 Valentinus Lougolij
- 1638 Joannes Parvus
- 1670 Martinus Vinc. Lukašovský
- 1684 admin. Michael Weiss
- 1685 Franciscus Nosecký
- 1690 Jordanus Strutz OSA
- 1691 admin. Fridericus Wünsche
- 1692 Mathias Forster O. Praem.
- 1698 Bartholomeaus Stuchlik
- 1698 J. A. Vejvanovský
- 1707 Wenceslaus Suchanek
- 1708 Joannes Kletečka
- 1709 Christophorus Hubatius
- 1709 Casparus Studnička
- 1711 par. vacat, admin. Georg. Karas S.J.
- 1711 Martinus Vešehradský
- 1721 Joannes Anton. Chocholka
- 1733 Carolus Kadeřábek
- 1740 Adamus Průšek
- 1741 Daniel Havlata de Selbic
- 1771 Carolus Ferd. Hussa
- 1782 Felix Rokita, † 16. 5. 1806
- 1806 Anton. Oliva, n. 2. 6. 1765 Strakonice, o. 2. 1. 1791
- 1827 Franc. Jaeger, n. 19. 7. 1785 Neobolesl., o. 30. 4. 1810, † 17. 12. 1844
- 1844 Josef Damaschek, n. 25. 2. 1804 Tatobity, o. 2. 9. 1829, † 12. 6. 1871
- 1851 František Čermak, n. 8. 6. 1819 Žiwonensis. o. 29. 7. 1842, † 15. 3. 1896
- 1871 Jan Frydrich, n. 9 . 12. 1824 Loukov, o. 25. 7. 1851, † 11. 10. 1875
- 1875 par. vacat, admin. int. Franc. Šimůnek
- 1876 František Veselý, n. 9. 5. 1834 Bukovic, o. 25. 7. 1858, † 5. 8. 1907
- 1897 par. vacat, admin. int. Josef Kován
- 1898 Václav Půlpán, n. 4. 11. 1862 Nebočan, o. 16. 5. 1886, † 23. 7. 1934
- 1908 par. vacat admin. interc. Eduard Richta
- 1909 Emil Stárka, n. 25. 2. 1864 Týnec, o. 27. 7. 1890, † 25. 2. 1934
- 1930 par. vacat
- 1931 Jan Sytař, n. 11. 5. 1891 Č. Pečky, o. 11. 7. 1915, † 3. 3. 1948
- 1937 par. vacat, admin. interc. Wenc. Kvapil
- 1939 Josef Melichar, n. 29. 12. 1881 Teinitz (Mor.), o. 22. 7. 1906, † 27. 8. 1943
- 1. 9. 1943 par. vacat, admin. int. Franc. Tomiga
- 15. 5. 1944 František Tomiga, n. 7. 10. 1905 Čelčice, o. 27. 1937, † 14. 12. 1969
- 1. 10. 1945 Jan Sytař, admin. exc. z Nebužel
- 4. 3. 1948 Antonín Mikel
- 1. 8. 1949 Josef Vavrečka, admin.
- 1. 8. 1990 Petr Vitásek SDB
- 1. 11. 1992 Leopold Paseka
- 1. 7. 1999 Petr Kothaj
- 1. 11. 1999 Leopold Paseka, admin. exc. z Nebužel[1]

Kromě kněží stojících v čele farnosti, působili ve farnosti v průběhu její historie i jiní kněží. Většinou pracovali jako farní vikáři, kaplani, katecheté, výpomocní duchovní aj.

## Římskokatolické sakrální stavby a místa kultu na území farnosti
| | Fotografie | Stavba                         | Místo   | Bohoslužby                      | Zeměpisné souřadnice             | Status          | Číslo kulturní památky                       |
| Kostely | Kostely    | Kostely                        | Kostely | Kostely                         | Kostely                          | Kostely         | Kostely                                      |
| --- | ---------- | ------------------------------ | ------- | ------------------------------- | -------------------------------- | --------------- | -------------------------------------------- |
| 1. |            | Kostel Panny Marie Vítězné     | Řepín   | bližší informace o bohoslužbách | 50°22′ s. š., 14°38′5″ v. d.     | farní kostel    | 11421/2-4343 (Pk•MIS•Sez•Obr•WD) (Q20977005) |
| 2. |            | Kostel Stětí sv. Jana Křtitele | Krpy    | bližší informace o bohoslužbách | 50°19′44″ s. š., 14°41′20″ v. d. | filiální kostel | 23636/2-3604 (Pk•MIS•Sez•Obr•WD) (Q25455099) |
| 3. |            | Kostel sv. Havla               | Radouň  | bližší informace o bohoslužbách | 50°21′ s. š., 14°40′40″ v. d.    | filiální kostel | 47204/2-1438 (Pk•MIS•Sez•Obr•WD) (Q24877389) |
| Kaple |            |                                |         |                                 |                                  |                 |                                              |
| 4. |            | Kaple Nejsvětější Trojice      | Řepín   | bližší informace o bohoslužbách |                                  | hřbitovní kaple | —                                            |
| 5. |            | Kaple sv. Antonína             | Živonín | bližší informace o bohoslužbách | 50°22′47″ s. š., 14°38′3″ v. d.  | obecní kaple    | —                                            |
| Některé drobné sakrální stavby a pamětihodnosti lze dohledat zde v databázi Drobné sakrální památky Zaniklé sakrální stavby lze dohledat zde v databázi Poškozené a zničené kostely, kaple a synagogy v České republice |            |                                |         |                                 |                                  |                 |                                              |